# 李澍寰
李澍寰（1996年10月25日—），中国男子现代五项运动员，2022年亚洲现代五项锦标赛男子团体金牌得主和男子个人铜牌得主、2022年亚洲运动会男子个人铜牌得主和男子团体银牌得主。